# شترمرغ‌سر
شترمرغ‌سر (نام علمی: Struthiocephalus) نام یک سرده از شاخه طنابداران است.